# Гейтс Боуэн, Эмма Люси
Эмма Люси Гейтс Боуэн (англ. Emma Lucy Gates Bowen; 5 ноября 1882 — 30 апреля 1951) — американская оперная певица, жена Альберта Э. Боуэна, члена Кворума Двенадцати Апостолов в церкви Иисуса Христа Святых последних дней (мормонская церковь). Часто упоминалась как Люси Гейтс, а после вступления в брак — как Люси Гейтс Боуэн или Люси Боуэн.

## Биография
Родилась в семье Якова Ф. Гейтса и Сьюзы Гейтс в Сент-Джордже, штат Юта. была внучкой Бригама Янга.
В возрасте 12 лет обучалась игре на скрипке и фортепиано, а также вокальному исполнению. В 1898 году она отправилась учиться в Гёттинген, в Германию. В следующем году начала обучаться в Берлинской академии искусств, но позже стала посещать частные занятия Бланши Корелли.
В 1909 году подписала контракт с труппой Берлинской государственной оперы, а в 1911 году стала примой в Кассельском государственном театре. В 1915 году Гейтс вместе со своим братом Би Сесилом Гейтсом сформировала собственную труппу (Lucy Gates Grand Opera Company). В июле 1916 года вышла замуж за вдовца Альберта Э. Боуэна. После брака она продолжала выступать в опере и записываться на лейбле Columbia Records.
Люси и Альберт не имели общих детей, но воспитывали двух сыновей от первого брака Гейтс.
В 1928 году Люси Боуэн была альтернативным делегатом Республиканской национальной конвенции от штата Юта. В 1937 году Альберт Боуэн был назначен членом Кворума Двенадцати Апостолов в церкви Иисуса Христа Святых последних дней. В то время Люси Гейтс прекратила активные гастроли, но продолжала преподавать уроки вокала для будущих оперных певцов вплоть до своей смерти. Её последнее публичное выступление состоялось в 1948 году.
Скончалась в Солт-Лейк-Сити от кровоизлияния в мозг, сделав таким образом своего мужа вдовцом во второй раз.

## Наследие
В Университете Бригама Янга в честь Боуэн назван один из залов.